# 中沢慶子
中沢 慶子（なかざわ けいこ、1965年9月9日 - ）は、日本の元AV女優。

## 略歴・人物
岩手県出身。1985年デビュー、色白でスレンダーなボディ、脚線美で人気のあった、アダルトビデオ創生期に活躍した女優の1人である。
岩手県二戸郡一戸町に生まれ、兄と弟に囲まれて育つ。1983年、高校を卒業して上京、デザインの専門学校へ行きながら飲食店などでアルバイトを始め、1985年にメジャーな女優になるためのステップとしてAV女優となる。
ポルノ版おニャン子クラブとして日活ロマンポルノが結成したロマン子クラブの会員番号No.3として在籍した。
1988年、週刊プレイボーイにおいて3週にわたって、『中沢慶子物語 鏡の中の夢』（2月23日号、3月1日号、3月8日号）と題して、その生い立ちからAVの引退に至るまでの道のりが掲載された。内容としては、女優を夢見て上京したが「AVに出れば女優になれるよ。」という甘い言葉に誘われ、肉体的に酷使されたあげく報酬のほとんどを事務所に搾取されるという負の面が強調された物語になっている。
GORO第3回ティッシュマドンナ大賞にも選ばれている。
2012年、AV30周年を記念した作品、「AV女優100人 2 伝説&現役のトップ女優たち」（オールアダルトジャパン）にAV史に名を刻んだ女優として選ばれている。
趣味:ショッピング

## 出演作品

### アダルトビデオ
1985年
- 中沢慶子 19歳 とまどい（12月10日、宇宙企画）[4]

1986年
- SF・SEXビデオドローム 異常な快感（1月6日、h.m.p）
- ヴィーナスのしずく（12月15日、フェニックスビデオ PM-0012）
- ハード・アブノーマル 禁姦色（h.m.p SQ-24）
- 繋がったままで（現映社 SD-801）
- こぼれたミルク（ホップビデオ HPV-104）
- 白衣の挑発（ファイブスター FV-8589）
- ゆれる腰 夢飛行（ダイプロ）
- SEXボディーライブ 熱風 中沢慶子 19才（ダイプロ AR-06）
- Fukuman Volume2 美女の淫技（ダイプロ）他、朝霧玲奈、成瀬真美、原優紀 全4名

1987年
- おしゃぶり感覚 濡れたくちびる（2月15日、アリスJAPAN）
- あなたとしたい ムイてあげる 中沢慶子・志方いつみ（3月25日、アテナ映像）
- ボッキー1 もっとパコパコ（3月25日、アリスJAPAN）他、徳大寺笙子、佐野友美
- ボッキー2 Miss モンモン（4月25日、アリスJAPAN）他、徳大寺笙子、藤井里奈
- ボッキー3 さきっぽピンク!（5月15日、アリスJAPAN）他、藤井里奈、志方いつみ
- ロマンコレクション ぬ・か・な・い・で 中沢慶子・志方いつみ（5月25日、アテナ映像）
- タブー・禁芯（6月10日、V＆Rプランニング DA-115）
- 恋のてほどき（6月10日、フェニックスビデオ PM-23）
- 異邦人（7月3日、宇宙企画）
- セクシーハンター 性魔の微笑(ほほえみ) 中沢慶子＆高樹陽子（7月25日、にっかつビデオフィルムズ）
- 透明人間 処女精密検査（8月、新東宝 X-10）※映画「透明人間 処女精密検査」のビデオ版
- 性-さが- 中沢慶子（11月25日、新東宝 X-12）※映画「性(さが)」のビデオ版
- 三人娘 第2弾 超デラックス版（総集編）（12月1日、ヴイ・シー・エー）他、高樹陽子、青木祐子 全3名
- LUNATIC ザ・バイオレンス（ユース電子/正和 SOW-2056）
- 夜まで待てない（新東宝 Y-05）
- アクメーバ（スピリッツアベニュー SA-13）
- 微熱（スピリッツアベニュー SA-22）
- 笑体常（希宝舎 BP-5001）
- 姫はじめ（ファイブスター FV-8605）
- 唇処女 ブルー リップバージン（正和 SOW-2044）
- 遠い時刻(とき)（せいふく舎 SE-19）
- 夢の中へ（シャリオ CK-1003）
- 終(ラスト)・・・（コロナ社 CS-1173）
- 魔城 濡れた襞(ひだ)（ヴイ・シー・エー TFC-1016）
- SFX 特撮シャリオスペシャル PART1（希宝舎 CK-1035）他、高橋めぐみ、小林ひとみ、前原祐子

1988年
- 追憶 揺れる陽炎（2月15日、大陸書房）
- 流されて LAST IN SPAIN（ホップVIDEO NP-027）
- さらば愛しき女(ひと) LAST IN SPAIN 2（3月5日、ホップVIDEO NP-030）
- マリアの肖像（6月15日、大陸書房）
- 慶子 ひとり占め（7月15日、アリスJAPAN）
- MISTERY 中沢慶子スペシャル（12月1日、パワースポーツ）
- PRIVATE EYE 慶子の探偵クン物語（夜ふかし倶楽部/メディアタウン T-01）
- 遊春 スーパーバトル 中沢慶子・樹ますみ（ホップVIDEO HS-005）
- 気まぐれエトセトラ（ペパーミントハウス）

1989年
- 制服シリーズ 裸でニャンニャン 中沢慶子・柚木アヤ・本田静香・植田千珈（希宝舎/シャリオ CK-1111）全4名
- 制服シリーズ SEXホットライン 藤沢まりの・高橋めぐみ・中沢慶子・手塚まゆみ（希宝舎/シャリオ）全4名

1991年
- スキャンダラスな下半身（VISUAL ONE MG-018）
- やったぜ、ペンション2泊3日（ブルースカイ TN-1017）＊「三崎サリダ」名義

発売年不明
- 乙女座を射て（ビューティ工房）VHS ※イメージビデオ
- 快感本体験（ズームエンタープライズ BV-007）VHS
- 淫人魚姫 夜ふかし突撃編 中沢慶子・高樹陽子（メディアタウン/夜ふかし倶楽部）VHS
- 小悪魔のように（東京ソフト PH-16）VHS
- 性電気（エンジェルプラン）VHS
- 発熱ゾーン（マーシー MV-010）VHS
- 色情的発禁行為（ミントクラブ）VHS
- 私はグラッチェ（キャピタルビデオ　CV-016）VHS
- 純愛より・・・　中沢慶子・橘玖海子・永井陽子（ハーレム・ナイト）VHS 全3名
- 赤く濡れ!（ビデオディザイャー）VHS
- 天使の吐息（ビジュアル・ライブラリー）VHS
- 随喜の涙（タイガー倶楽部 TI-001）VHS
- 股間の性装 渇えた花芯（ステーション・ベガ）VHS
- 情欲の奴隷達 中沢慶子・高橋めぐみ・手塚まゆみ・藤沢まりの（シャロン）VHS 全4名、
- 快楽ハンター 男狩り（ゼット・プランニング）VHS
- もみしだかれた肉体（BIG1）VHS
- 伝説の性女になりたい 中沢慶子・大友由香（俗悪映像集団 VA-001）VHS
- 淫舞曲（ファースト･ラブ FL-007）VHS
- 暴露 中沢慶子・青木三枝子（アドベンチャー AV-006）VHS
- 夢（羽衣映像出版 KV-1002）VHS
- BEST4 SERIES 輝く妖精 中沢慶子・後藤えり子・小豊丸・柏木よしみ（ヤングアイドル YA-02）VHS 全4名
- in the dream 夢の中へ（ニューライフ社）VHS ※シャリオの「夢の中へ」を再編集したもの
- セクシーパラダイス 濡れる指先（新映和プロモーション）VHS 全7名
- 隠芯花 ネガティブ 中沢慶子・美穂由紀（イメージ・ボックス IBV-011）VHS
- コレクター北条満編集 制服を姦る・淫乱未亡人コレクション（北条企画）VHS

### アダルトビデオ（編集もの、BESTもの、DVD ほか）
1986年
- マドンナ6 PART1（ファイブスター）他、小倉千代子、原田楊子、八神康子、竹下ゆかり、北見沢唯 全6名

1987年
- THE SPECIAL 永久保存版 性愛百科 第四巻（1月25日、アリスJAPAN KA-1074）他、上杉久美
- 逆噴射 絶叫グラフィティNO1（芳友舎 RSV-027）他、咲田葵、麻美ケイ、栗田真実、加賀恵子、荻原あやこ 全6名
- セクシャル5ガールズ（総集編）（スピリッツアベニュー SA-23）井上あんり、高橋めぐみ、香川有美、村上れい 全5名
- 危険な香りの女たち 小林ひとみ・中沢慶子・高橋郁恵・高杉レイ ほか（ホップビデオ HS-001）全6名

1988年
- 大狂宴 1P 2P 3P 4P（1月、スピリッツアベニュー）他、春原悠理、小林ひろみ、望月あゆみ
- スーパーコックス 3 問答無用 中沢慶子・前原祐子・山岸めぐみ（1月、ホップビデオ CX-003）全3名
- キラリン娘(こ) 中沢慶子・原田楊子（3月10日、現映社/スワンビデオ）「繋がったままで/中沢慶子」「裂けた封印/原田楊子」を収録
- ロマンコレクションデラックス（5月25日、アテナ映像）全7名
- ベスト・ヒット・フェニックス 乱舞（5月28日、フェニックスビデオ） 小林ひとみ 中沢慶子 竹下ゆかり 星川ミグ 城源寺くるみ 高樹陽子 ほか　全7名
- 性姦体コレクション 注射違反（6月15日、h.m.p）全8名
- 7人のディープスロート オシャブリ・スペシャル（10月10日、現映社）他、藤田容子、岬まどか、沢口久美、高橋めぐみ、渡辺由美、長崎みどり 全7名
- ウォンテッド-2 肉体語録（新東宝 Z-03）他、速水舞、椿まり、早川理佐、高樹陽子 全5名
- 桃色パニック 3 エクスタシー パラダイス（新東宝 Z-06）他、青木祐子、朝吹ケイト、中原みき、久富ユキ 全5名
- ナースマドンナ 7（ファイブスター FV-8683）他、城源寺くるみ、沢口久美、高杉レイ、山下麗子、桑原みゆき、竹下ゆかり 全7名
- 1000%エクスタシー Vol.1（コロナ社）他、中沢慶子、東桐子、井上あんり、冴島奈緒、沢木夕子 全5名
- 1000%エクスタシー Vol.5 豪華淫乱（コロナ社）他、前原祐子、樹ますみ、浅間るい、冴島奈緒、斎藤唯、橘玖海子 全7名
- 笑体常 スパークリング・スペシャル8（1991 BASTET PROJECTS BPS-1003）他、高樹陽子、田中ミカ、高杉レイ 全4名
- 無差別口撃 スーパーCOXスペシャル（ホップビデオ CX-006）全7名
- シャリオスペシャル 3 美女7人ONANIEショウ 小林ひとみ・中沢慶子・速水舞 ほか（希宝舎 CK-1051）全7名
- エクスタシー5 Part4（せいふく舎 SE-30）他、藤田容子、北村舞子、未樹圭、榊美穂 全5名
- フェチマドンナ7　PART1 高樹陽子 東清美 中沢慶子 ほか（ファイブスター FV-8677）全7名

1989年
- BOCKY総集編 激まんパコパコ45（前編）（ジャパンホームビデオ KA-1298）全45名
- ロマンGAL ハートで本番 2（ファイブスター FV-8734）他、東清美、朝吹ケイト、高杉レイ、滝川真子 ほか 全10名

1990年
- 中沢慶子スペシャル（1月、出版サービスセンター）
- あぶないマドンナ 2 ときめきの季節（3月21日、コスミック・インターナショナル CV-1021）他、仲村梨沙、竹下なおみ、松本圭 全4名
- 絶倫体験（アール・エー・シー SS-007）他、伊藤惠、沢村杏子 全3名
- 100人の美女たち その四（ファイブスター FV-8845）全25人

1992年
- 100人のマドンナ 4（3月15日、笠倉出版社）全25名
- AV痴恵蔵 108人のマドンナたち 1（7月18日、大陸書房）全36名

1995年
- もっと快感ほしいの 欲情に溺れる女たち（4月10日、コスミック・インターナショナル）他、南崎ゆか、新田恵美、中野友子 全4名

1996年
- AV10年史 1（1月1日、テンビデオ）全20名
- 伝説 裸天使アイドル15年史 「ムッチリ編」（7月23日、h.m.p）全16名

1997年
- ナース15年史ワイド90分（8月28日、笠倉出版社）全30名

2000年
- アリスJAPAN 2001（12月8日、アリスJAPAN）全24名
- スーパー90's 1 中沢慶子・樹まり子・森川いずみ・小林ひとみ（12月21日、スターシップ）全4名

2001年
- ロマンポルノ女優 AVコレクション（6月1日、現映社）全15名
- 恋人みたいに抱きしめて！ 夢で潤れたら･･･ 森高千春・中沢慶子（6月10日、h.m.p）
- お宝映像 中沢慶子の夢の中へ（6月29日、ヴィーナス）
- PINK CINEMA PARADISE 2 中沢慶子・神代弓子（イヴ）（7月13日、レイジングカンパニー）「性-さが-/中沢慶子」「新妻本番ぐしょ濡れ生下着/神代弓子（イヴ）」を収録

2002年
- 宇宙企画Classic 中沢慶子（8月17日、宇宙企画）

2003年
- 宇宙企画Classic BEST REMIX 2（6月13日、宇宙企画）全12名
- プロジェクトXXX フェロモン女優セレクション（7月18日、日本メディアサプライ）全10名
- ボッキー!! 復刻版 創刊号（9月19日、アリスJAPAN）他、徳大寺笙子、佐野友美、藤井里奈、葉山みどり ほか

2007年
- 透明人間 処女精密検査（1月12日、新東宝）※映画「透明人間 処女精密検査」のDVD版
- 中沢慶子Memories プレミアム 2007年モザイク新基準バージョン（4月27日、ロイヤルアート）
- Legend VOL.33 中沢慶子（10月26日、エーエスジェイ）※「追憶　揺れる陽炎」「マリアの肖像」「クライマックス」を収録

2011年以降
- 俺たちの昭和エロス 80年代お宝ビデオ 中沢慶子・奈保子・小川つぐみ 他（2011年7月1日、h.m.p）全5名 ※「SF・SEXビデオドローム 異常な快感/中沢慶子」他を収録
- Legend Special vol.90 中沢慶子（2014年2月28日、エーエスジェイ）※「夜まで待てない」「透明人間 処女精密検査」「性-さが-」を収録

### 映画
- ザ・本番 女子大生篇（1986年2月1日公開、にっかつ）監督:小路谷秀樹 ※日活ロマンポルノ[7]
- ロマン子クラブ エッチがいっぱい（1986年12月20日公開、にっかつ）監督:広木隆一 -ニャンコ役 ※日活ロマンポルノ[8]
- 曽根崎情死行 赤いしたたり（1987年2月28日公開、にっかつ）監督:林功 -主演 ※日活ロマンポルノ[9]
- 透明人間 処女精密検査（1987年6月27日公開、新東宝）監督:いとうまさお -主演[10]
- 中沢慶子VS高樹陽子 ダブルオーガズム（1987年11月21日公開、にっかつ）監督:山科明人 -主演 ※日活ロマンポルノ[11]
- 性(さが)（1987年、新東宝）監督:小路谷秀樹
- ザ・昂奮（1988年1月公開、新東宝）監督:小路谷秀樹 -主演[12]

### Vシネマ・オリジナルビデオ
- プリティ・ボディ フランケンシュタインの恋（1988年12月23日、徳間ジャパンコーポレーション）監督:長嶺高文[13]

### カセット
- 愛のフラストレーション マドンナメイトカセット（1988年1月25日、二見書房）

## 出版

### 写真集
- マドンナメイト写真集 中沢慶子（1987年1月30日、二見書房）撮影:堀善郎 ISBN 9784576870045
- 堀善郎写真集 セクシー・ギャルの撮り方 秋元ともみ・早川愛美・中沢慶子 ほか（1987年3月15日、ピラミッド社）撮影:堀善郎
- あなたが好き・・・（1987年5月5日、近代映画社 近映文庫）ISBN 9784764814288
- Style of new video idol 中沢慶子-アップルメイト 3（1987年5月15日、ビッグアップル）撮影:三上泰史 ISBN 9784938457044
- 素足のアイドルたち 3 別冊 BIG GORO 堀江しのぶ・森尾由美・中山美穂・中沢慶子 ほか 全25名（1987年6月5日、小学館）撮影:渡辺達生
- スコラスペシャル DELUXE SUPER NUDE COLLECTION 小林ひとみ 早川愛美 麻生澪 渡瀬ミク ほか 全30名（講談社・スコラ 1987年8月10日）ISBN 9784061713017
- 文庫サイズ 中沢慶子写真集（1987年12月30日、グリーンドア社/勁文社）撮影:遠藤晴穂 ISBN 9784766906523
- パーフェクト・メモワール スーパーギャルズデラックス 堀江しのぶ・小林ひとみ・早川愛美・中沢慶子 ほか（1987年、リイド社）
- ミス・ウレッ娘 ヌードコレクション・ベスト22 豊田聖梨華・小林ひとみ・中沢慶子 ほか 全22名（1988年1月15日、ミリオン出版）
- 36人のガールフレンド 小森愛・かとうみゆき・麻生澪・中沢慶子 ほか 全36名（1988年1月20日、英知出版）
- 慶子にキッス（1988年5月12日、大陸書房）撮影:山木隆夫 ISBN 9784803314755
- 中沢慶子VS亜美 中沢慶子・井上亜美（1988年5月15日、ビッグアップル）ISBN 9784938457044
- 私からキミに（1988年7月8日、大陸書房/ピラミッド社）撮影:山木隆夫 ISBN 9784803315271
- 文庫サイズ写真集　素足のアイドルたち SPECIAL 2 大西結花・武田久美子・中沢慶子 ほか 全32名（1989年8月15日、小学館）撮影:渡辺達生 ISBN 9784093940931
- 謝肉祭 憂木瞳・いとうしいな・東清美・中沢慶子 ほか 全40名（1993年9月30日、竹書房）撮影:高木信行 ISBN 9784884752453
- お嬢さま白書 心にしみこむ美少女 川田あつ子・美穂由紀・嶋村かおり・中沢慶子 ほか 全7名（?、エンジェル出版）ISBN 9784900070042

### 雑誌
- WEEKLY プレイボーイ 1986年2月18日号、1987年2月3日、8月4日号、1988年1月12日号、2月23日号、3月1日号、3月8日号（集英社）
- i-P 美少女満喫大図鑑（1986年6月2日、新和出版社）
- EXCITE 夏少女25人（1986年9月1日、新和出版社）
- Otome CLUB 1986年11月号（白夜書房）
- マスカットノート 1987年1月号（大洋書房）
- 投稿GIANTS 1987年1月号（少年出版社）
- 平凡パンチ 1987年3月19日号、7月16日号、9月24日号、11月19日号 表紙:中沢慶子、1988年2月18日号、7月7日号（マガジンハウス）
- アップル通信 1987年3月号（三和出版）
- ACTRESS 1987年3月号、7月号、1988年2月号（リイド社）
- バナナボーイ 月刊バナナ通信 特別編集（1987年4月15日、ラン出版）
- GORO 1987年5月14日号、6月11日号（小学館）
- VIDE PAL ビデパル 1987年5月号（フロム出版）
- GAL’S KISS 1987年5月号（三和出版）
- スーパー写真塾 1987年6月号（少年出版社）
- ベストカメラ 1987年7月号（少年画報社）
- Beppin 1987年7月号、8月号、9月号、1988年7月号（英知出版）
- おしゃれCLUB 1987年7月号 表紙:中沢慶子（三和出版）
- 魅惑のランジェリー 1987年8月号（光彩書房）
- URECCO 1987年8月号（ミリオン出版）
- GALSコレクション 1987年9月10日号（少年画報社）
- オレンジ・クラブ 1987年9月号（東京三世社）
- 下着ファッション No.21（1987年10月15日、光彩書房）
- スコラ 1987年10月22日号（スコラ）
- ビデオギャル 1987年11月号（コバルト社）
- 綺麗マガジンデラックス STAR＆STAR ビデオアイドルコレクション（1987年12月20日、松文館）
- ランジェリー・コレクション No.4（1989年6月15日、光彩書房）
- PENT-JAPAN スペシャル VOL.150（2008年9月15日、ぶんか社）※DVD付
- エスプリ 中沢慶子（?、SKT出版）